# Team Differdange-Losch/Saison 2016
Dieser Artikel listet Erfolge und Fahrer des Radsportteams Differdange-Losch in der Saison 2016 auf.

## Erfolge in der UCI Europe Tour
In den Rennen der Saison 2016 der UCI Europe Tour gelangen die nachstehenden Erfolge.
| Datum   | Rennen                    | Kat. | Fahrer           |
| ------- | ------------------------- | ---- | ---------------- |
| 1. Juli | 3. Etappe Tour de Hongrie | 2.2  | Gediminas Kaupas |

## Erfolge bei den Nationalen Straßen-Radsportmeisterschaften
In den Rennen zu den Nationalen Straßen-Radsportmeisterschaften 2016 gelangen die nachstehenden Erfolge.
| Datum    | Rennen                                             | Sieger          |
| -------- | -------------------------------------------------- | --------------- |
| 23. Juni | Schwedische Meisterschaft – Einzelzeitfahren (U23) | Pontus Kastemyr |

## Abgänge – Zugänge
| Zugänge           | Team 2015                             | Abgänge          | Team 2016                        |
| ----------------- | ------------------------------------- | ---------------- | -------------------------------- |
| Tiago da Silva    | Unbekannt                             | Rick Ampler      | Unbekannt                        |
| Serge Dewortelaer | Veranclassic-Ekoï                     | Johan Coenen     | Unbekannt                        |
| Alliaume Leblond  | SCO Dijon                             | Thomas Deruette  | Wallonie Bruxelles-Group Protect |
| Jan Petelin       | Selle Italia-Cieffe-Ursus             | Pol Flesch       | Unbekannt                        |
| Gabriel Reguero   | Mutua de Levante-Valencia Terra y Mar | Sven Fritsch     | Unbekannt                        |
| Larry Valvasori   | VV Tooltime Préizerdaul               | Christian Helmig | Unbekannt                        |
| Wayne Stijns      | Neoprofi                              | Kacper Nowicki   | Unbekannt                        |
| Devid Tintori     | Gragnano Sporting Club Gesam Gas      | Manuel Stocker   | Unbekannt                        |

## Mannschaft
| Teamkader 2016                            | Teamkader 2016     | Teamkader 2016 | Teamkader 2016                        |
| Name                                      | Geburtsdatum       | Land           | Vorheriges Team                       |
| ----------------------------------------- | ------------------ | -------------- | ------------------------------------- |
| Filip Bengtsson                           | 17. September 1995 | Schweden       |                                       |
| Ivan Centrone                             | 17. September 1995 | Luxemburg      |                                       |
| Tiago da Silva                            | 6. Februar 1997    | Luxemburg      |                                       |
| Jānis Dakteris                            | 20. Mai 1991       | Lettland       | T.Palm-Pôle Continental Wallon (2012) |
| Serge Dewortelaer (1. Jan.–1. Jul.)       | 28. Oktober 1991   | Belgien        | Veranclassic-Ekoï (2015)              |
| Pontus Kastemyr                           | 28. März 1995      | Schweden       |                                       |
| Gediminas Kaupas                          | 7. September 1988  | Litauen        | Soenens-Jartazi-Construkt Glas (2010) |
| Alliaume Leblond                          | 2. Juni 1992       | Frankreich     | SCO Dijon (2015)                      |
| Krisztián Lovassy                         | 23. Juni 1988      | Ungarn         | FixIT.no (2014)                       |
| Jan Petelin                               | 2. Juli 1996       | Luxemburg      | Selle Italia-Cieffe-Ursus (2015)      |
| Cédric Raymackers                         | 19. Juni 1992      | Belgien        | United (2014)                         |
| Gabriel Reguero                           | 6. April 1993      | Spanien        |                                       |
| Wayne Stijns                              | 9. August 1993     | Niederlande    |                                       |
| Tom Thill                                 | 31. März 1990      | Luxemburg      | Leopard Development (2014)            |
| Devid Tintori                             | 6. November 1989   | Italien        |                                       |
| Larry Valvasori                           | 30. Mai 1996       | Luxemburg      |                                       |
|                                           |                    |                |                                       |
| Quellen: ProCyclingStats Cycling Archives |                    |                |                                       |